# Beniakovce
Beniakovce és un poble i municipi d'Eslovàquia. Es troba a la regió de Košice, a l'est del país.

## Història
La primera referència escrita de la vila data del 1314.

## Demografia
| Godina             | 1994 | 2004   | 2014    | 2024    |
| ------------------ | ---- | ------ | ------- | ------- |
| Nombre de persones | 529  | 558    | 645     | 873     |
| Diferència         |      | +5,48% | +15,59% | +35,34% |

| Godina             | 2023 | 2024   |
| ------------------ | ---- | ------ |
| Nombre de persones | 839  | 873    |
| Diferència         |      | +4,05% |